# Sulgen
Sulgen is een gemeente en plaats in het Zwitserse kanton Thurgau, en maakt deel uit van het district Weinfelden.

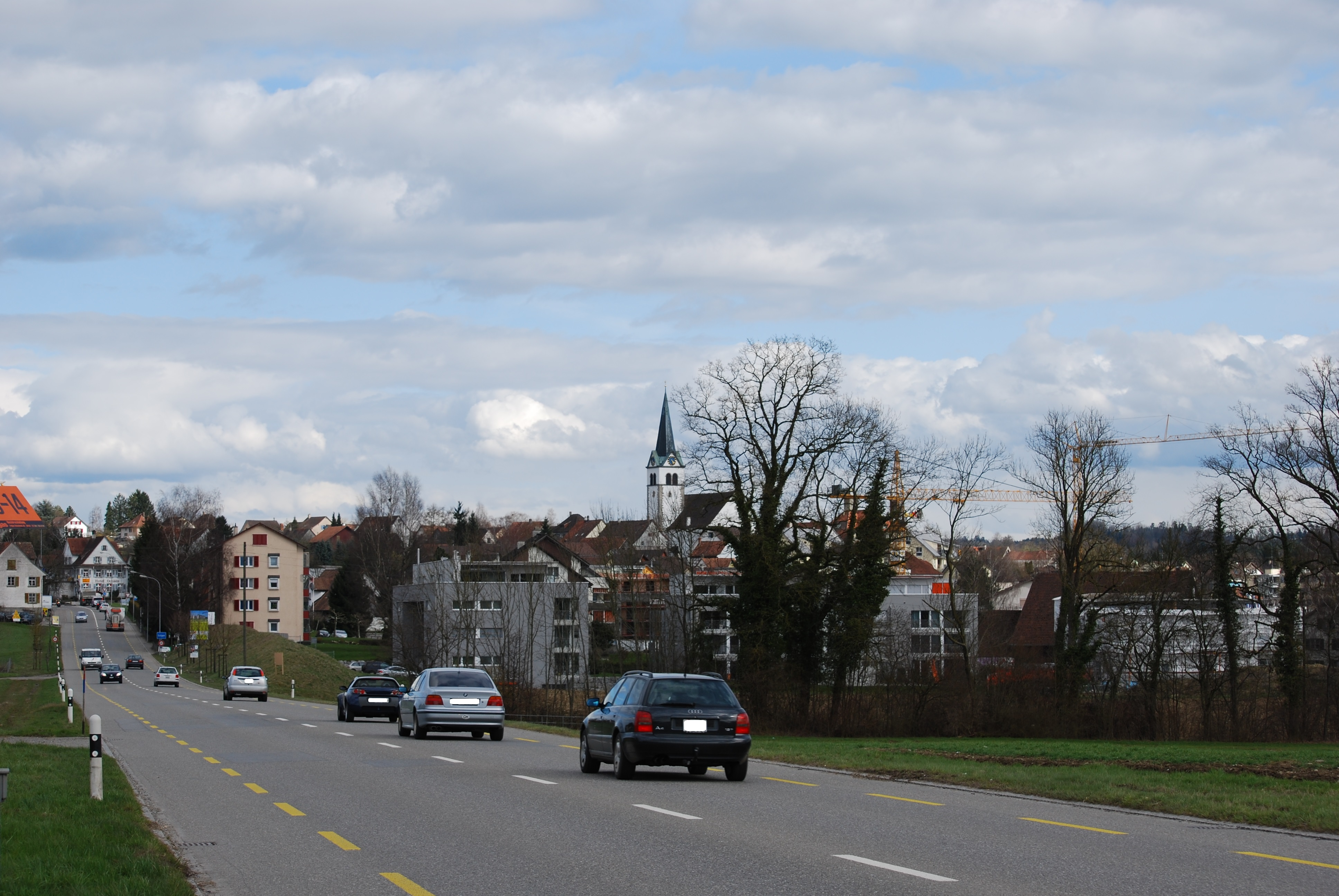
Sulgen

Sulgen telt 3402 inwoners.

## Geschiedenis
Tot eind 2010 behoorde de gemeente tot het opgeheven district Bischofszell.

## Geboren
- Hedwig Scherrer (1878-1940), kunstschilderes en vluchtelingenhelpster
- Jürg Bruggmann (1960), wielrenner